# Lachenalia liliiflora
Lachenalia liliiflora är en sparrisväxtart som beskrevs av Nikolaus Joseph von Jacquin. Lachenalia liliiflora ingår i släktet Lachenalia och familjen sparrisväxter. Inga underarter finns listade i Catalogue of Life.